# Кренжель (Мазовецьке воєводство)
Кренжель (пол. Krężel) — село в Польщі, у гміні Хинув Груєцького повіту Мазовецького воєводства.
Населення — 234 особи (2011).
У 1975-1998 роках село належало до Радомського воєводства.

## Демографія
Демографічна структура станом на 31 березня 2011 року:
|          | Загалом | Допрацездатний вік | Працездатний вік | Постпрацездатний вік |
| -------- | ------- | ------------------ | ---------------- | -------------------- |
| Чоловіки | 114     | 29                 | 71               | 14                   |
| Жінки    | 120     | 31                 | 67               | 22                   |
| Разом    | 234     | 60                 | 138              | 36                   |